# Vallentigny
Vallentigny è un comune francese di 207 abitanti situato nel dipartimento dell'Aube nella regione del Grand Est.

## Società

### Evoluzione demografica
Abitanti censiti